# 川田一樹
川田一樹（1958年—2017年10月13日），日本業餘攝影研究者、藝術評論家，自己亦投入創作。活躍於1990~2000年的日本地方藝文評論圈，然一生未獲得廣大的重視。著有《影像美學的21種形態》一書。

## 生平
川田自幼喜歡作畫，12歲那年，開始接觸攝影，陸續留下一些零星之作，推測是使用父親的古董相機所拍攝。16歲時，川田的父母察覺了他的藝術天份，為使他受到更完善的美學教育，在友人的推薦與協助下進入私立高中美術班學習，並於19歲那年考上東京藝術大學，就讀於美術學部。
藝術學校的教育為他打下了良好的知識基礎，然而這並未使他的仕途更加順遂。大學畢業後的他在一間印刷廠工作，同時也兼職擔任照相館的技術人員，並一邊積極參與攝影獎的投稿，曾兩次入圍木村伊兵衛獎卻空手而歸。爾後碰上日本的經濟蕭條時期，公司經營不善倒閉，因而開始書寫藝評，投稿到報社、雜誌社，除為受到關注外也賺取微薄的稿費。
時至1990年代，這十年間可說是川田在創作上及仕途上的巔峰。由於他的文章在攝影藝術圈內已出現一小批擁護者，開始有人會邀請他參與一些小型展覽——多是佈置在街頭、咖啡廳、公共藝廊等場所；也有人會請他出席一些攝影相關的講習活動，或者聘他擔任講師。這幾年的他，雖然在經濟上並不富裕，卻是他人生最快樂的一段日子。他的前妻——山口幸代，也是在這段時間與他相識。兩人順利地結了婚，並育有一子。
遺憾的是，這樣的榮景維持得並不長久。2000年以後，隨著數位技術的發展，接觸攝影不再是一件難事。大批新秀攝影藝術者的加入，稀釋了川田原本就不算崇高的地位，也自然地被大眾遺忘。事業發展受阻的他，同時需承擔養家餬口的壓力，情緒也變得愈來愈不穩定（據他的兒子所述，小學的時候常常聽見父母起口角衝突）。終於在2004年，兩人離異。川田繼續單獨撫養其子長大，然兩人的關係不算緊密。
年過50的川田，身體狀況愈來愈差，時常有腹痛、頭暈等症狀。最終在2017年因急性肝炎而去世。據聞在他離世前三到五年間，曾與中平卓馬有過一面之緣，並被其稱為「只是機緣不夠好的自己」。

## 貢獻
著有《影像美學的21種形態》一書，從美的語言、形式和詮釋為切入點，討論美學及攝影藝術的組織及生產；並攝有多張影像作品，可當作其論述之註腳。除此之外，尚有多篇文章著作未被翻譯，目前存放於其新潟故居。

## 展覽
- 未知爆炸｜2019政大傳院第二屆聯合畢展 x 《尋找川田一樹》

## 外部連結
1. https://www.facebook.com/cctomsunphotography/
2. https://www.facebook.com/nccucoc.explosion/